# Yakutopus xerophilus
Yakutopus xerophilus är en spindelart som beskrevs av Kirill Yeskov 1990. Yakutopus xerophilus ingår i släktet Yakutopus och familjen täckvävarspindlar. Inga underarter finns listade i Catalogue of Life.